# Кросс-Фелл
Кросс-Фелл (англ. Cross Fell) — гора на севере Англии, высшая точка Пеннинских гор. Вершина горы представляет собой скалистое плоскогорье, часть вытянутого с северо-запада на юго-восток невысокого хребта, который также включает в себя ещё две вершины, превышающие 800 м. Склоны резко снижаются к юго-западу и более отлого к северо-востоку. 
Гора сложена известняками и песчаниками (гравелит).